# Vezică biliară

Anatomia vezicii biliare

Vezica biliară (sau colecistul) este un rezervor temporar al bilei, situat în fosa colecistului de pe fața inferioară a ficatului. Vezica este specifică vertebratelor. Este unită cu ficatul, de unde primește bila, și cu duodenul, unde o eliberează.

## Funcții
- “Sac” ce stochează secreția externă hepatică, fiind atașat la căile biliare extrahepatice.

## Anatomie
Generalități:
- Forma: de pară (piriformă);
- Dimensiuni: lungime medie de 8–10 cm și un volum de circa 40 cm³ -50 cm³;
- Culoare: cenușiu-verzuie;
- Localizare: pe fața viscerală a ficatului în regiunea ce poartă denumirea de fosa vezicii biliare.
- Proiecție pe peretele abdominal: la nivelul punctului cistic (situat la intersecția dintre coasta a IX-a pe partea dreaptă și marginea laterală a mușchiului drept abdominal), punct ce se află în regiunea hipocondrului drept.

## Maladii
- Litiaza biliara
- Dischinezie biliara
- Sindrom postcolecistectomie
- Colecistită